# Perzeptuelle Farbmodelle
Perzeptuelle Farbmodelle sind Farbmodelle, die nicht technisch-physikalisch, sondern wahrnehmungsorientiert ausgerichtet sind. Es gibt zum einen Modelle, bei denen Farben aus anderen Farben gemischt werden (z. B. RGB, CMYK), zum anderen perzeptuelle Farbmodelle, die Farben durch die Merkmale Helligkeit, Sättigung und Farbton beschreiben. Es gibt verschiedene perzeptuelle Farbmodelle, die sich in ihrem Aufbau unterscheiden. Die bekanntesten sind das HSI-, das HSV- und das HLS-Modell (Hüppi/Kuhn 2000). Unterschiede der einzelnen HSx-Farbräume siehe HSV-Artikel.
Das RGB-Modell stellt Farben als additive Farbmischung aus Rot, Grün und Blau dar, wohingegen in perzeptuellen Modellen Farben zwischen den Farbinformationen (Farbton und Sättigung) und der Helligkeitsinformation (auch als Intensität bezeichnet) unterschieden (Bulaova 2002).
Während sich bei additiven und subtraktiven Farbsystemen mit der Veränderung eines Farbkanals automatisch die Helligkeit, die Sättigung und der Farbton verschieben, sind bei perzeptuellen Farbsystemen Farbton, Farbsättigung und Helligkeit unabhängige Merkmale einer Farbe und können einzeln bearbeitet werden. Da diese Art der Farbdarstellung der menschlichen Wahrnehmung entgegenkommt und intuitiv verständlich ist, wird sie in Grafikprogrammen dort eingesetzt, wo dem Nutzer die Möglichkeit der interaktiven Farbveränderung geboten wird.
Perzeptuelle Farbmodelle werden durch Zylinderkoordinaten beschrieben. Die Grundfläche wird bei einigen Veröffentlichungen als Farbkreis und bei anderen als Farbsechseck dargestellt. Senkrecht zur Grundfläche verläuft durch deren Mittelpunkt die Grauwertachse, deren Werte in Prozent angegeben werden. Hierbei steht 0 % für sehr dunkle Farben und 100 % für sehr helle Farben. Eine Änderung des Helligkeitswertes entspricht dem Entfernen oder Hinzufügen von Weiß bzw. Schwarz. Im Farbkreis (bzw. Farbsechseck) nimmt die Sättigung von außen nach innen ab. Sie wird, ebenso wie die Helligkeit, in Prozent angegeben (Pandit 2001).
Die Farbanordnung vom Farbkreis/-sechseck ist auf die Anordnung des RGB-Würfels zurückzuführen. Der RGB-Farbraum wird so gedreht, dass Schwarz (0/0/0) nach unten und Weiß (1/1/1) nach oben zeigt. Durch Projektion des Würfels auf eine Ebene entsteht ein Sechseck (Schnabel 1999). Jede Farbe nimmt eine entsprechende Position im Farbkreis ein, wodurch alle Farben eindeutig durch ihre Gradzahl beschrieben werden können: reines Rot entspricht 0°, reines Gelb 60° etc. (Schurr 2000). Die Veränderung eines Farbtons führt zur Verschiebung des gesamten Farbspektrums, wobei sich die Farbtöne um die jeweilige Gradzahl entlang des Farbkreises bewegen. Entsprechend verändern sich bei der Bildverarbeitung die Farben im markierten Bereich.